# Reallexikon der Germanischen Altertumskunde
Il Reallexikon der Germanischen Altertumskunde (in italiano "Enciclopedia specialistica dell'antichità germanica"), abbreviato RGA, è un dizionario specialistico e una fonte standard di lavoro accademico sulla storia antica e la cultura dei popoli e delle tribù germaniche e delle altre culture che sono entrate in contatto con loro. La seconda edizione dei lavori è stata supervisionata dall'Accademia delle Scienze di Gottinga. Il nome è stato scelto sulla base del proposito, da parte della ricerca più antica, di seguire l'andamento storico dei popoli, storicamente documentati, che risalgono fino ai primi tempi preistorici. In seguito è stato ripreso il titolo della prima edizione, anche se quest'ultimo non corrisponde più al suo contenuto.

## Visione d'insieme e cronologia
La prima edizione in quattro volumi fu ottenuta da Johannes Hoops (1911-1919), studioso della lingua e letteratura inglese, per il quale, diversi ricercatori di fama dell'epoca, diedero il loro contributo (tra cui Rudolf Much, che per motivi di salute consegnò la pubblicazione a Hoops).
La seconda edizione, i cui editori attuali sono Heinrich Beck (dal volume I°, anni 1968/72), Dieter Geuenich (dal volume XIII°, 1999), Heiko Steuer (dal volume VIII°, 1991/94) e Rosemarie Müller (dal 1992) e che è stata pubblicata dalla casa editrice Verlag Walter de Gruyter (Berlino - New York) negli anni 1968/73-2008, rappresenta una versione completamente rivista della vecchia Enciclopedia Reallexikon ed è oggetto delle seguenti versioni.
Il Reallexikon prende in considerazione tutte le aree in cui risiedevano le popolazioni germaniche e copre il periodo che va dalle prime testimonianze del primo millennio a.C., attraverso il periodo degli invasioni barbariche, detta dai tedeschi migrazione tardoantica fino all'Alto Medioevo. Per la Scandinavia, che fu cristianizzata solo alla fine dell'era cristiana, il periodo coperto si estende fino alla fine dell'età vichinga, cioè all'XI°-XII° secolo; per il continente questo arco temporale si estende fino al periodo carolingio. Il RGA è un'importante opera di riferimento per la storia dell'Europa centrale, orientale, occidentale e settentrionale in questo periodo. Oltre alla storia e alla cultura delle tribù germaniche, il libro comprende anche i Celti, gli Unni e l'Impero Romano. Anche la storia dell'accoglienza è in parte di ampia portata. Chiesa e la storia letteraria sono meno fortemente appesantite.
Gli articoli sono stati spesso scritti da scienziati di spicco. Lo stato della ricerca è ampiamente documentato; i riferimenti bibliografici si trovano alla fine di ogni articolo. Se necessario, gli argomenti saranno trattati dal punto di vista di diverse discipline (linguistica, storia, archeologia trattata con i metodi scientifici). Il XXXV° e ultimo volume della seconda edizione è stato pubblicato nel 2007. L'enciclopedia contiene un totale di 5124 articoli di 1443 autori su 22.359 pagine. Seguono due Volumi di registro: Volume I° (2008) con un indice di autori, parole chiave e soggetti e un elenco di abbreviazioni; Volume II° (2008) con un indice alfabetico. Inoltre, sono stati pubblicati numerosi volumi speciali e supplementari. Nell'ambito della pubblicazione del RGA, nel 1971 è stata istituita una commissione per gli studi dell'antichità dell'Europa centrale e settentrionale, i cui atti conferenziale sono stati pubblicati dall'Accademia delle scienze di Gottinga.

## Edizioni

### Prima edizione in quattro volumi
Johannes Hoops (Hrsg.): Reallexikon der Germanischen Altertumskunde. Band 1 bis 4 (1911–1919). 1. Auflage. K. J. Trübner, Straßburg.
- Digitalisate beim Internet Archive:
  - Volume 1 (A–E)
  - Volume 2 (F–J)
  - Volume 3 (K–Ro)
  - Volume 4 (Rü–Z)

### Seconda edizione in XXXV Volumi
Herbert Jankuhn, Heinrich Beck u. a. (Hrsg.): Reallexikon der Germanischen Altertumskunde. 35 Bände, de Gruyter, Berlin u. a. 1973–2007, ISBN 3-11-016227-X (oltre a 2 volumi di registro, pubblicati nel 2008).
- Numerosi volumi supplementari dal 1986, attualmente (aprile 2018) 100 volumi.

### Germanische Altertumskunde Online
Heinrich Beck, Sebastian Brather, Dieter Geuenich, Wilhelm Heizmann, Steffen Patzold, Heiko Steuer (Hrsg.): Germanische Altertumskunde Online. Europäische Kulturgeschichte bis zum Hochmittelalter De Gruyter, Berlin-New York 2010, ISBN 978-3-11-021953-1.
A partire da settembre 2010 la banca dati Germanische Altertumskunde Online. Storia culturale europea fino all'Alto Medioevo (GAO) Online sulla piattaforma de Gruyter è soggetta a pagamento. Oltre agli articoli del RGA e al contenuto dei volumi supplementari, la banca dati contiene anche documenti che sono disponibili solo online. Nuovi articoli dell'enciclopedia e revisioni o aggiunte ai lemmi esistenti appariranno anche nel GAO. Le nuove pubblicazioni di Gruyters sull'argomento sono regolarmente integrate nella banca dati. Tutti i contenuti della banca dati sono collegati tra loro; inoltre, l'intera banca dati può essere ricercata e selezionata in base a diversi criteri.